# 필바라닝가우이
필바라닝가우이(Ningaui timealeyi)는 주머니고양이목 주머니고양이과에 속하는 아주 작은 육식성 유대류로 오스트레일리아의 토착종이다. 몸길이가 5.8cm를 초과하는 경우는 드물며, 꼬리 길이는 6~6.7cm에 몸무게는 5~9.4g 정도이다. 필바라닝가우이는 모든 유대류 중에서 가장 작은 종 중의 하나로 이 보다 작은 종들은 플라니갈레 뿐이다. 필바라닝가우이는 웨스턴오스트레일리아주의 필바라 지역에서 대부분 발견된다. 부분적으로 나무 위에서 생활을 하며, 다른 닝가우이 종들보다 작고, 얼굴이 적갈색 색조를 띤다.